# Fliethe
Fliethe war eine Ortslage im Wuppertaler Stadtbezirk Vohwinkel, Wohnquartier Schöller-Dornap. Anfang des 20. Jahrhunderts wurde der Ort bei der Erweiterung des Kalksteinbruchs Grube Hanielsfeld abgetragen. Heute befindet sich an der Siedlungsstelle eine aufgeschüttete Halde.

## Lage und Beschreibung
Fliethe lag im Norden Vohwinkels in der Mitte Schöller-Dornaps. Benachbarte Orte sind Nösenberg, Buntenbeck, Broscheidt, Dornap, Neu-Dornap, Ladebühne, Hanielsfeld und Sandfeld.

## Geschichte
Im 19. Jahrhundert war Fliethe ein Wohnplatz in der Landgemeinde Schöller der Bürgermeisterei Haan (ab 1894 Bürgermeisterei Gruiten) die aus Honschaft Schöller der bergischen Herrschaft Schöller hervorging. Auf der Topographischen Aufnahme der Rheinlande von 1824 ist ein Ort mit Fliete beschriftet, auf der Preußischen Uraufnahme von 1843 ist der Ort unbeschriftet verzeichnet. 1888 besaß der Ort laut dem Gemeindelexikon für die Provinz Rheinland zwei Wohnhäuser mit 20 Einwohnern.
Die 1847 eröffnete Prinz-Wilhelm-Eisenbahn wurde von der Prinz-Wilhelm-Eisenbahn-Gesellschaft direkt am Ort vorbei trassiert. Ende des 19. Jahrhunderts begann der industrielle Abbau des devonischen Massenkalks im Bereich Dornap/Hahnenfurth, dem Fliethe früh zum Opfer fiel.